# Малавійська квача

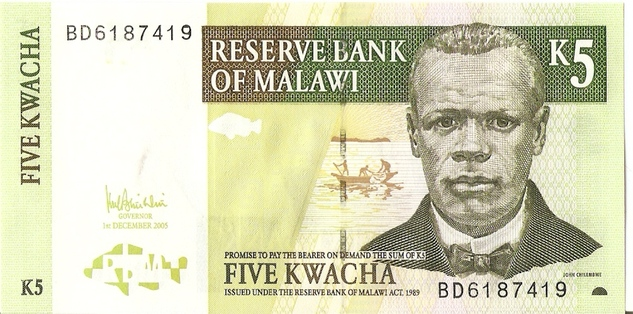
Банкнота номіналом 5 квач (1997-2005)

Малавійська ква́ча — грошова одиниця Малаві, міжнародний код MWK.
Як грошова одиниця введена 1971 року, замінивши малавійський фунт (обмін проводився за курсом 1 фунт на 2 квачі). Квача складається зі 100 тамбал.
Назва квача означає мовами н'янья та бемба «світанок»; назва тамбала означає мовою н'янья «півник».
На 2005 рік в обігу були банкноти номіналом 5, 10, 20, 50, 100, 200 та 500 квач; номінал в 1 квачу присутній в обігу у вигляді монети.
На червень 2006 року курс становив 177,524 малавійських квач за один євро.

## Банкноти

### Серія 2012 року
З 23 травня 2012 року в обіг надійшла нова серія банкнот зі зміненим дизайном та номінальним рядом: зникли дрібні номінали в 5 та 10 квач, додався більший номінал у 1000 квач, банкноти старого зразка мали платіжну силу до 23 травня 2013 року.
| Серія 2012 року | Серія 2012 року | Серія 2012 року | Серія 2012 року | Серія 2012 року  | Серія 2012 року                 | Серія 2012 року                           | Серія 2012 року                      | Серія 2012 року     | Серія 2012 року |
| Зображення      | Зображення      | Номінал (квач)  | Розміри (мм)    | Основні кольори  | Опис                            | Опис                                      | Опис                                 | Роки друку          |                 |
| Лицьова сторона | Зворотній бік   | Номінал (квач)  | Розміри (мм)    | Основні кольори  | Лицьова сторона                 | Зворотній бік                             | Водяний знак                         | Роки друку          |                 |
| --------------- | --------------- | --------------- | --------------- | ---------------- | ------------------------------- | ----------------------------------------- | ------------------------------------ | ------------------- | --------------- |
|                 |                 | 20              | 128×64          | фіолетовий       | портрет M`Mbelwa II             | будинок школи                             | M`Mbelwa II та число 20              | 2012 2014 2015 2016 |                 |
|                 |                 | 50              | 128×64          | блакитний синій  | портрет Philip Gomani II        | національний парк Казунгу                 | Philip Gomani II та число 50         | 2012                |                 |
|                 |                 | 50              | 128×64          | світло зелений   | портрет Philip Gomani II        | національний парк Казунгу                 | Philip Gomani II та число 50         | 2014 2015 2016      |                 |
|                 |                 | 100             | 128×64          | рожевий червоний | портрет James Frederick Sangala | будинок медичного коледжу                 | James Frederick Sangala та число 100 | 2012-2016           |                 |
|                 |                 | 200             | 132×66          | синій блакитний  | портрет Роуз Чібамбо            | будівля парламенту                        | Rose Lomathinda Chibamb та число 200 | 2012 2013 2016      |                 |
|                 |                 | 500             | 132×66          | коричневий       | портрет Джона Чилембве          | гребля на річці Зомба                     | Джон Чилембве та число 500           | 2012 2013 2014 2015 |                 |
|                 |                 | 1000            | 132×66          | зелений          | портрет Гастингса Банди         | силосні башти                             | Гастингс Банда та число 1000         | 2012 2013 2014 2016 |                 |
|                 |                 | 2000            | 132×66          | жовтий           | портрет Джона Чилембве          | Малавійський університет науки та техніки | Джон Чилембве та число 2000          | 2012 2013 2014 2016 |                 |
|                 |                 | 5000            | 132×66          | фіолетовий       | портрет Гастингса Банди         | Будівля Резервного банку Малаві, Блантайр | Гастингс Камузу Банда та число 5000  | 2021                |                 |